# Combretum caudatisepalum
Combretum caudatisepalum är en tvåhjärtbladig växtart som beskrevs av Arthur Wallis Exell och Garcia. Combretum caudatisepalum ingår i släktet Combretum och familjen Combretaceae. Inga underarter finns listade i Catalogue of Life.